# Omatidie

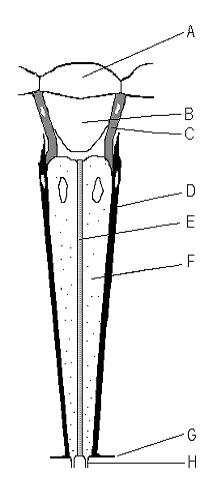
Ommatidium: A – cornee, B – con cristalin, C & D – celule pigment, E – rhabdom, F – celule fotoreceptoare, G – membrana fenestrata, H – nerv optic

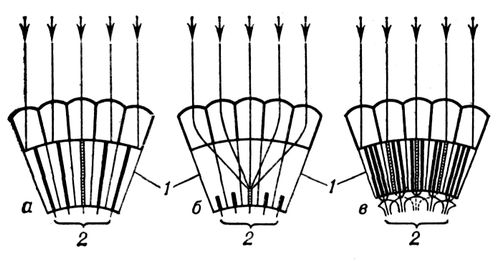
Ommatidia

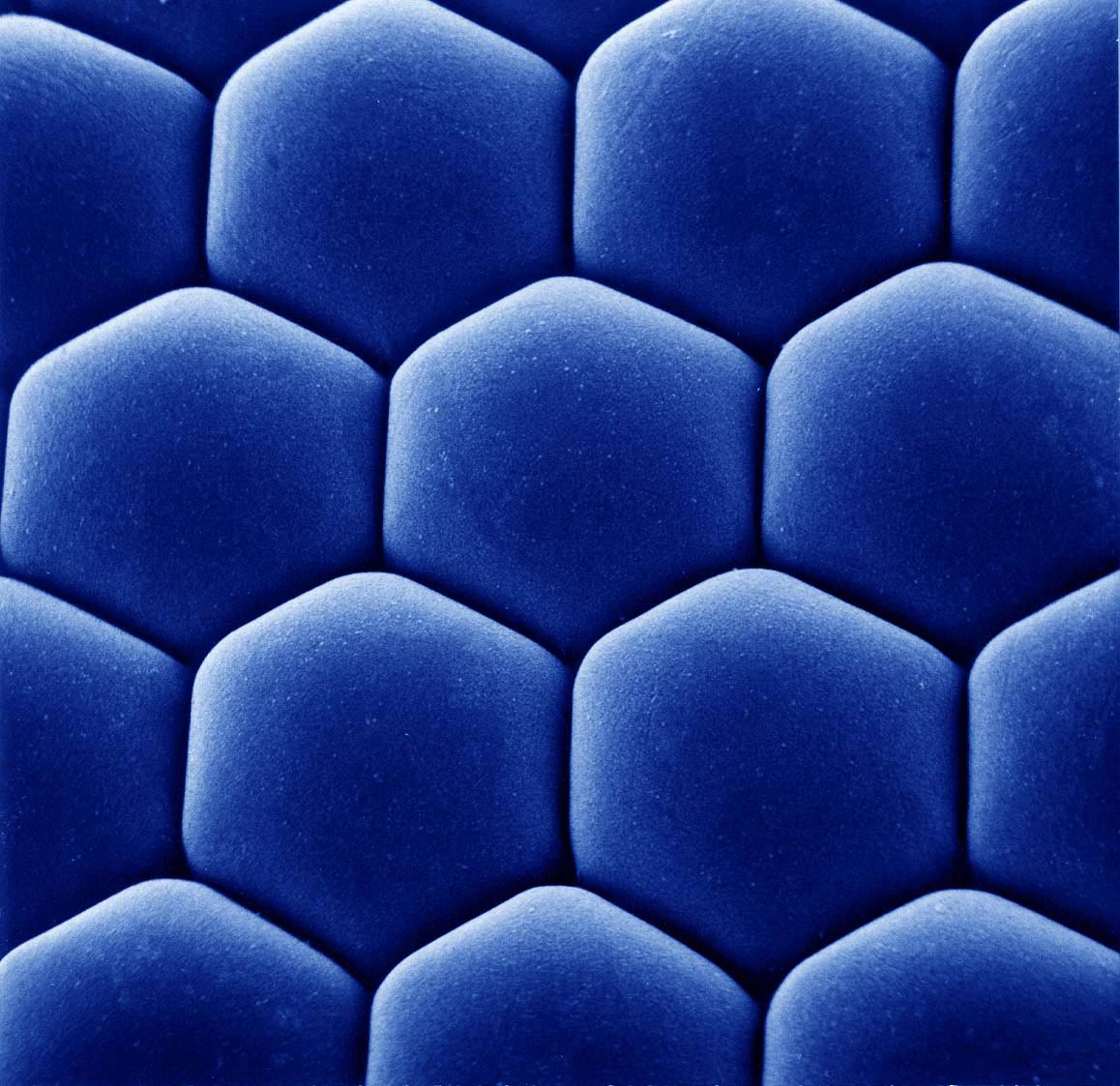
Ommatidiile unui krill

Ochii compuși ai artropodelor  (insectelor, creveților, călugăriță (Stomatopoda) sau ai miriapodelor) sunt compuși din unități numite ommatidia (singular: ommatidium). Un ommatidium conține un grup de celule fotoreceptoare înconjurate de celule de suport și celule de pigment. Partea exterioară a ommatidium-ului este înconjurată cu cornee transparentă. Fiecare ommatidium este inervat de un axon și astfel trimite creierului un pixel de informație vizuală. Creierul formează o imagine din aceste elemente independente. Numărul de ommatidia din ochi depinde de tipul de insectă și variaza de la doar căteva pentru insecte primitive din ordinele  Archaeognatha și Thysanura la câteva zeci de mii pentru libelulele din ordinul Anisoptera; aproape 28.000 ăn anumite libelule conform Berga și Hansen (2004), chiar mai mult după alte surse.. In jur de 30.000 de ommatidia sunt deasemea prezente pentru anumite molii din ordinul Sphingidae.
Ommatidia au o formă hexagonală în secțiune și sunt de 10 ori mai lungi decât late. Diametrul este mai mare la suprafață. La exterior ommatidia are o cornee sub care este un pseudocon care focalizează lumina. Cornea și pseudoconul formează 10% din lungimea externă a ommatidium-ului.  Restul de 90% este reprezentat prin 6-9 celule fotoreceptoare lungi și subțiri, adesea numite celule R în literatura de specialitate și numite de la R1 la R9. Celulele R formează în comun în partea centrală un ax, un tub numit rhabdom. La anumite muște, rhabdom-ul este separat în șapte rhabdomere independente. Acest lucru a necesitat modificarea ochiului în așa fel încât fiecare ommatidium are șapte axoni ieșind din el. Avantajul acestui aranjament este că mărește numarul de pixeli transmiși cu un factor de șapte fără a mări numărul de ommatidia.
Datorită faptului că ochiul compus formează imaginea din pixeli independenți produși de ommatidia, este important ca aceasta să reacționeze doar la activități care se întâmplă direct în fața acesteia. Pentru a preveni lumina și informația care intră din unghi, șase celule pigment sunt prezente pe laturile hexagonului ommatidiei. Lumina care întră în unghi este absorbită de celula pigment. În anumite specii care trăiesc în condiții cu luminozitate scăzută, celule pigment sunt retrase permițând luminii să fie detectate de mai multe ommatidia vecine. Această adaptare îmbunătățește recepția luminii dar scade rezoluția.
Mărimea ommatidiei variază de la specie la specie, dar între 5 și 50 micrometri. Rabdom-ul  poate avea o secțiune de sub 2 micrometri. 

## Etimologie
În limba română cuvăntul a fost importat din franceză ommatidie, cu origine în grecescul ommatidis – ochi mici.